# Notkojudden
Notkojudden este o arie protejată (sit de importanță comunitară — SCI) din Suedia întinsă pe o suprafață de 5,15 ha, integral pe uscat.

## Localizare
Centrul sitului Notkojudden este situat la coordonatele 59°47′21″N 15°16′38″E / 59.78924°N 15.277167°E.

## Înființare
Situl Notkojudden a fost declarat sit de importanță comunitară în septembrie 2021 pentru a proteja un număr necunoscut de specii din flora spontană și fauna sălbatică aflate în arealul zonei.

## Biodiversitate
Situată în ecoregiunea boreală, aria protejată conține 1 habitat natural: Păduri de conifere pe eskere fluvioglaciare sau legate la acestea.
La baza desemnării sitului se află un număr nedeclarat de specii protejate.